# Памятник Петру и Февронии Муромским (Сочи)
Па́мятник Петру́ и Февро́нии Му́ромским — памятник православным святым, благоверному князю Петру и княгине Февронии Муромским установленный в историческом центре города Сочи.

## Расположение
Памятник находится в Центральном районе города Сочи по улице Войкова на площади возле ЗАГС.

## Инициатива установки памятника
По благословению Святейшего Патриарха Московского и всея Руси Алексия II, при участии представителей органов государственной власти РФ. В 2004 году была разработана общенародная программа «В кругу семьи» целью которой являлось создание государственной идеологии, направленной на возрождение укрепление и сохранение семейных ценностей. По данной программе в 2008 году в трех городах России в число которых вошёл и город Сочи, были установлены закладные камни в основание будущих скульптурных композиций,8 июля 2009 года торжественно открыт и освящен памятник.

## Архитектурная композиция
Памятник представляет собой массивный каменный постамент, вес которого составляет 5 тонн, на котором располагаются фигуры Петра и Февронии в монашеских облачениях, они обнимают дерево в кроне которого находится семейство голубей. Памятник изготовлен из бронзы по эскизу скульптора Константина Чернявского. Высота памятника 3.2 метра вес 3 тонны. Недалеко от памятника находится Собор Михаила Архангела, Памятник Николаю II, Навагинский форт, Эллинский спуск, Каменный якорь.